# Koromľa
Koromľa este o comună slovacă, aflată în districtul Sobrance din regiunea Košice. Localitatea se află la altitudinea de 280 m deasupra n.m., se întinde pe o suprafață de 13,04 km2 și în 2017 număra 433 de locuitori.

## Istoric
Localitatea Koromľa este atestată documentar din 1337.

## Demografie
| An:                | 1994 | 2004   | 2014    | 2024   |
| ------------------ | ---- | ------ | ------- | ------ |
| Număr de persoane: | 509  | 521    | 445     | 404    |
| Diferență:         |      | +2,35% | −14,58% | −9,21% |

| An:                | 2023 | 2024   |
| ------------------ | ---- | ------ |
| Număr de persoane: | 402  | 404    |
| Diferență:         |      | +0,49% |